# Aboubacar Bangoura
Pour les articles homonymes, voir Bangoura.
Aboubacar Bangoura est un footballeur guinéen né le 1er janvier 1982 à Conakry. Il évolue actuellement au poste de Gardien de but au Royan-Vaux AFC.
Il a participé à la Coupe d'Afrique des nations 2006 avec l'équipe de Guinée. Il est, depuis 2006, gardien de but du Royan-Vaux Atlantique Football Club (17), évoluant en Division d'Honneur.

## Carrière
- 2005-2006 :  AS Châteauneuf-Neuvic
- Depuis 2006 :  Royan-Vaux AFC